# 波圖加
波圖加（西班牙語：Potuga），是巴拿馬的城鎮，位於該國中南部，由埃雷拉省的帕里塔區負責管轄，面積49.2平方公里，海拔高度52米，2010年人口1,045，人口密度每平方公里21.2人。